# Crisis Core: Final Fantasy VII
(Tagline del gioco)
Crisis Core: Final Fantasy VII (クライシス コア -ファイナルファンタジーVII-?, Kuraishisu Koa -Fainaru Fantajī Sebun-) è un action RPG sviluppato da Square Enix in esclusiva per PlayStation Portable. Il gioco è ambientato prima di Final Fantasy VII ed è il quarto titolo della serie Compilation of Final Fantasy VII, che include i giochi Before Crisis: Final Fantasy VII e Dirge of Cerberus: Final Fantasy VII, ma anche il film in Computer Grafica Final Fantasy VII: Advent Children e l'OAV Last Order: Final Fantasy VII.
La supervisione della produzione è di Yoshinori Kitase, il direttore produttivo dell'originale Final Fantasy VII. Tetsuya Nomura è il responsabile del design dei personaggi. In occasione del venticinquesimo anniversario di Final Fantasy VII, una versione rimasterizzata del gioco intitolata Crisis Core: Final Fantasy VII Reunion è uscito a dicembre 2022 per tutte le piattaforme moderne e con il cast inglese principalmente cambiato con i doppiatori di Final Fantasy VII Remake.

## Trama
La storia del videogioco è ambientata 7 anni prima rispetto a quella narrata in Final Fantasy VII e si svolge in maniera più o meno contemporanea rispetto a quella di Before Crisis: Final Fantasy VII, e ha come protagonista Zack Fair.

### La guerra di Wutai
Zack è un SOLDIER di seconda classe al servizio della società energetica ShinRa, addestrato per anni dal SOLDIER di prima classe Angeal Hewley. Zack è un combattente molto promettente con l'aspirazione di diventare un eroe, ma al contrario del suo riflessivo e saggio maestro, è un giovane sensibilmente impulsivo, cosa che talvolta lo porta a cadere in errori facili e grossolani. È una persona solare, socievole e altruista. Un ragazzo dal sorriso alquanto facile, ma non finto.
Attualmente la Shinra e i suoi SOLDIER sono impegnati in una guerra stagnante con gli abitanti di un villaggio chiamato Wutai. La cultura e la religione di questo popolo sono strettamente legate a una comunione totale con la natura e la sua energia vitale. Per questo, quando la Shinra e il suo neovicepresidente Rufus Shinra si sono fatti avanti in quelle terre per l'estrazione del Mako, la popolazione locale si è opposta, generando così un conflitto da una parte per la difesa del territorio, dall'altra per il possesso dell'energia. In più, negli ultimi mesi, si è assistito a uno spopolamento massiccio del corpo combattente SOLDIER, a partire dalla diserzione di uno dei suoi più importanti combattenti di prima classe: Genesis.
Dopo un lungo periodo di inattività, Zack viene convocato dal capo dei SOLDIER, Lazard, per una missione sul campo a Wutai. Messo a punto un piano di infiltrazione, si vuole tentare di irrompere nel tempio sacro dei locali per sconfiggere definitivamente i ribelli e sedare definitivamente il conflitto. Inoltre, Angeal ha raccomandato Zack a Lazard per la promozione a SOLDIER di prima classe e questo compito sarà per lui un'occasione per dimostrare le proprie capacità. Andranno in missione con lui Angeal e Sephiroth. Dovranno bastare loro tre per il compito visto che, con la sua diserzione, Genesis ha convinto molti SOLDIER di terza e seconda classe a seguirlo riducendo sensibilmente il personale combattente a disposizione.
Attendendo il segnale per l'entrata in azione, Zack ha l'occasione di conversare un po' col suo mentore. Scopre così che Angeal ha origini umili. La sua famiglia, molto povera, è di Banora. La sua enorme e possente spada, soprannominata Spada Potens, fu un regalo che suo padre gli fece quando si arruolò nei SOLDIER. Infatti per poter acquistare al figlio  questa spada molto costosa, il padre fece molti straordinari al lavoro, cadendo così in malattia, per poi morire. Per questo motivo Angeal tiene molto a essa e per tale motivo ne usufruisce molto raramente in battaglia, onde evitare ruggine, graffi e usura. Il segnale arriva, l'assalto comincia. Zack s'infiltra con successo nel tempio, eliminando tutti i soldati nemici che gli si parano lungo la strada.
Una volta usciti dal villaggio distrutto, Angeal e Zack trovano il direttore Lazard che si complimenta con loro e, in particolare, con Zack, etichettandolo come una giovane promessa. La situazione è ben lungi dall'essere del tutto tranquilla: alcuni ribelli superstiti li raggiungono e li attaccano. I due SOLDIER sconfiggono i ribelli con una certa facilità, realizzando però che non sono uomini di Wutai: hanno infatti lo stesso volto di Genesis. Sembrano suoi cloni, seppur con un potenziale combattivo nettamente inferiore. Ne giungono altri e Angeal si propone di rimanere ad affrontarli, mentre Zack viene incaricato di portare il direttore Lazard in salvo. Una volta fatto, una luce intensissima invade l'area. Qualcuno gli ha lanciato contro un'invocazione: si tratta di ʿIfrīt, il demone delle fiamme. Zack sostiene lo scontro nonostante l'enorme forza del suo avversario, ma Sephiroth giunge in suo aiuto. Terminato lo scontro, Sephiroth analizza la scena circostante: Angeal è scomparso, benché abbia certamente vinto il duello contro i cloni, e potrebbe essere stato attirato in una trappola o potrebbe aver disertato pure lui.

### Incursione a Banora
Tornato al quartier generale, Zack viene chiamato dal direttore Lazard per una nuova missione. Dovrà andare a Banora, città natale di Angeal, al fine d'indagare sulla scomparsa del suo mentore. Angeal gli aveva precedentemente parlato della sua infanzia e di come, spinto dalla povertà, rubasse ogni tanto delle "banora bianche", ma che non andasse mai a coglierle furtivamente dall'albero del più ricco proprietario terriero della zona, in quanto questi era padre di un suo caro amico. L'amico d'infanzia, a cui non chiese mai nulla per un ferreo orgoglio, si rivela essere Genesis, anche lui nativo di Banora. L'incarico ora riposto a Zack era stato precedentemente affidato a Sephiroth, che lo rifiutò per non vedersi costretto ad affrontare i suoi unici amici. Il giovane SOLDIER non andrà da solo: ad accompagnarlo ci sarà il leader dei Turks, Tseng. Zack, nonostante una certa riluttanza iniziale, accetta ugualmente l'incarico.
Una volta raggiunta Banora, Zack e Tseng si mettono alla ricerca dell'abitazione originaria di Angeal, e parlando con la madre di Angeal, Gillian Hewley, scoprono che il figlio è stato da lei dopo l'attacco a Wutai per lasciarle la sua Spada Potens, senza dirle null'altro. Zack e Tseng vengono a sapere che ultimamente gli abitanti di Banora sono stati spesso attaccati dai cloni di Genesis, la cui presenza si è intensificata nella zona. Zack e Tseng individuano il loro rifugio in un vecchio deposito alimentare. Una volta entrati trovano i cloni, ma, inaspettatamente, trovano anche Genesis e con lui Angeal. Genesis sembra essersi reso conto del vero volto della Shinra e della prodigiosa natura dei poteri suoi e dei suoi compagni, e chiede a Angeal di fare una scelta: intraprendere assieme a lui un cammino di rinascita o continuare a servire i suoi padroni. Angeal non sceglie nessuna delle due dimostrando l'indipendenza del suo pensiero e si allontana. Zack non interviene, ma all'improvviso Genesis attacca Tseng che lo sconfigge senza troppa fatica e fugge. Tseng sopravvive e avverte Zack che la Shinra, che non può assolutamente permettersi una fuga di notizie, sta per bombardare Banora. A Zack restano pochi minuti per far evacuare Angeal e sua madre. Giunto alla vecchia casa di Gillian, si trova davanti una scena orribile: a terra giace il cadavere di Gillian e di fronte a lei c'è Angeal con la sua spada in mano. Quando Zack disperato chiede al suo maestro spiegazioni lui risponde semplicemente: "Né la madre né il figlio possono più esistere". Se ne va. Zack si trova di nuovo di fronte a un Genesis che, in risposta ai suoi dubbi su come in lui fossero ormai finiti tutti gli ideali propri di un SOLDIER, ribadisce: "io sono un mostro, questi non hanno sogni, ne onore". L'ex-SOLDIER lascia crescere dalla sua spalla sinistra un'unica ala dal nero piumaggio, per poi svanire nel cielo dinnanzi agli occhi increduli di Zack, lasciando librare in aria numerose piume color carbone.

### Il reattore n.5
Tornato al quartier generale, Zack è sempre più malinconico e confuso. Ultimamente nel reparto di ricerca scientifica di SOLDIER si è installato un nuovo scienziato, il dottor Hojo, che fa continui esperimenti sulla forza fisica dei SOLDIER e su progetti di miglioramenti genetici. Dai suoi collaboratori Zack apprende che Gillian Hewley un tempo lavorava per quello stesso reparto di ricerca. Zack viene convocato da Lazard, il quale gli comunica la sua promozione a SOLDIER di prima classe. La nuova missione per lui e Sephiroth è quella di indagare sul reattore n.5 dell'impianto di estrazione del Mako a Midgar, presunto rifugio di Hollander, un tempo ricercatore del reparto scientifico di SOLDIER, che poi ha disertato per inseguire dei progetti indipendenti e illegali. Si sospetta che Genesis e Angeal siano in qualche modo collegati a lui.
Il colloquio viene interrotto. C'è un'incursione in corso nella sede dei SOLDIER. I cloni di Genesis stanno attaccando il palazzo. Zack e Sephiroth si separano nel tentativo di mettere al sicuro quante più persone possibile. Zack raggiunge anche il settore 8, dove la popolazione è sotto attacco. Qui trova Tseng e tre dei suoi Turks: Reno, Rude e la giovane, ma incredibilmente abile e attraente, Cissnei. Assieme a loro ripulisce il settore 8. Appena finito viene raggiunto da una chiamata da parte di Sephiroth: lui si trova già al reattore 5 e lo invita a riunirsi a lui al più presto. Gli rivela anche che non ha nessuna intenzione di uccidere Genesis e Angeal come la Shinra vorrebbe, ma solo di trovarli, di scoprire la verità e di far finta poi di essere stato sconfitto da loro.
Nel reattore 5 trovano lo studio di Hollander, pieno di incubatrici nella quale vengono cresciuti i cloni di Genesis, ma anche alcuni cloni di Angeal: Hollander sta utilizzando Genesis e Angeal per proseguire le ricerche che aveva iniziato con il PROGETTO G, un progetto di SOLDIER che prevedeva l'iniezione di alcune particolari cellule dei cosiddetti "Antichi" in un feto umano, al fine di creare una razza che possa eguagliare o avvicinarsi allo splendore di questa antica razza. Questo progetto era siglato G, come Genesis, probabilmente perché fu proprio Genesis il suo primo prodotto. Tuttavia il progetto aveva generato alcuni effetti collaterali nei suoi figli, fra cui un decadimento prematuro delle cellule. Hollander entra nel laboratorio, i due tentano di catturarlo, ma Genesis si frappone tra loro. A quanto pare egli ha sempre provato una fortissima rivalità nei confronti di Sephiroth poiché, nonostante le sue origini di soldato geneticamente migliorato, Sephiroth si era sempre dimostrato più capace di lui, facendolo sentire niente più che un ibrido. I due si affrontano, mentre Zack si lancia all'inseguimento di Hollander. Riesce a raggiungerlo quando la sua corsa viene interrotta proprio da Angeal. Anche lui sfoggia ora un'ala che gli spunta dalla spalla sinistra, le cui piume sono candide, a differenza di quelle del vecchio amico. Quando Angeal sostiene di essere diventato pure lui un mostro, Zack replica: "Quelle non sono le ali di un mostro, ma di un angelo". Tuttavia, Angeal non sembra lasciarsi convincere, risponde infine al ragazzo che il più grande sogno di un angelo è quello di essere umano, rivelandogli implicitamente che lui non può essere considerato tale in quanto ha ormai abbandonato la propria umanità. Le lastre di ferro che fungono da pavimentazione a Zack vengono distrutte da un primo attacco di Angeal, facendo precipitare il giovane giù dal reattore.

### Aerith
Zack si risveglia dalla caduta in una piccola chiesa dei bassifondi di Midgar. A svegliarlo e aiutarlo è stata Aerith Gainsborough, una giovane ragazza dalla quale Zack rimane subito folgorato. Aerith si trovava in quella chiesa abbandonata per prendersi cura di una piccola ma rigogliosa aiuola di fiori. Da quando la Shinra ha iniziato a costruire immense città di metallo e a drenare tutto il Mako, i fiori sono estremamente rari e richiesti, e per questo Zack suggerisce a Aerith di venderli ai ricconi della città. La cosa sembra interessarle. Per ringraziarla dell'aiuto Zack propone alla ragazza un appuntamento con lui, proposta che Aerith accetta, ma in modo del tutto amichevole. In questo modo Zack ha la possibilità di esplorare i bassifondi, un luogo lasciato quasi a sé stesso da quando la Shinra ha colonizzato la zona. Il cielo è completamente oscurato da quello che gli abitanti della zona chiamano "il piatto", ovvero la base della città sopraelevata di Midgar. I bassifondi si trovano giusto al di sotto di esso e gran parte dell'economia locale si basa sulla raccolta e il riutilizzo dei rifiuti che i cittadini di Midgar riversano nella zona. Zack e Aerith sembrano entrare molto in confidenza quando lui viene raggiunto da una chiamata da Sephiroth: Genesis e i suoi cloni hanno attaccato il palazzo della Shinra.
Una volta raggiunti i dintorni del palazzo, Zack viene aggredito da un'orda di cloni. Dopo averli sconfitti, Angeal gli plana di fronte con la sua enorme ala. Zack gli chiede cosa stia accadendo e da che parte si sia schierato. Angeal ha sicuramente disertato dalla Shinra, ma si oppone ancora a coloro che causano sofferenza ad altri e tra questi c'è senz'altro Genesis, e per questo gli chiede se non voglia unirsi a lui per combattere le vere ingiustizie e non per difendere gli interessi di una squallida multinazionale. Zack si sente combattuto, ma accetta. Angeal lo porta all'interno del palazzo della Shinra dove, a sorpresa, c'è anche Sephiroth. Hollander deve aver ordinato a Genesis di togliere di mezzo Hojo, che odia perché lo vede come un usurpatore del posto che gli spetta di diritto. Angeal e Sephiroth vanno ad affrontare i cloni, Zack deve proteggere Hojo. Raggiunto lo studio dello scienziato, Zack apprende da lui di come il fenomeno del decadimento cellulare nei prodotti del PROGETTO G sia stato causato dalla sconsideratezza di Hollander. In quel momento sopraggiunge Genesis. A quanto pare l'unico motivo per cui si è piegato a fare da sicario a Hollander è per la speranza che lui possa salvarlo dal decadimento prematuro della sua struttura cellulare. Hojo non sembra sentirsi realmente in pericolo e anzi si burla di Genesis. Per fortuna irrompe Angeal che affronta il suo vecchio amico. Genesis inizia a citare il suo amato LOVELESS, asserendo che il loro scontro porrà rimedio al mistero del 5 atto mancante del poema, che lasciava in sospeso la storia dei due amici fraterni costretti a battersi per quale dei due sia degno di ricevere il "dono della dea" e portarlo all'umanità. Zack viene tenuto a bada da un'invocazione di Genesis, Bahamut Furia, ma una volta sconfitto il nemico non rimane più alcuna traccia dei due contendenti.

### Cloud
Mentre Sephiroth si chiude nel reparto di ricerca della struttura per approfondire le sue conoscenze sul PROGETTO G, Zack viene contattato da Aerith che vuole vederlo, così si reca alla chiesa nei bassifondi per incontrarla, ma lì viene raggiunto da Angeal che gli dice che Hollander si nasconde quasi sicuramente in un villaggio di montagna chiamato Modehoheim e che di lì a breve un'unità Soldier verrà a prelevarlo per portarlo lì, per poi sparire senza aggiungere altro. Poco dopo davanti alla chiesa abbandonata trova Tseng e alcuni soldati della Shinra che vogliono prelevarlo con urgenza e gli dicono che Aerith non è lì, mostrando di conoscerla piuttosto bene. Rassegnato Zack sale sul loro elicottero.
Durante il tragitto Zack fa conoscenza con un soldato originario di Nibelheim, Cloud Strife. Cloud rivela di covare il sogno segreto di diventare un SOLDIER come Zack, ma di non sentirsi ancora all'altezza. Le chiacchiere si interrompono quando il gruppo raggiunge un impianto di ricerca del Mako abbandonato, popolato dai cloni di Genesis. Benché esuli dalla missione, Zack ci si infiltra per vedere cosa stia accadendo. Dentro vede Genesis che minaccia Hollander con la sua spada. La sua pelle e i suoi capelli sono ingrigiti e cadenti, il decadimento cellulare sta avanzando velocemente. Zack gli impedisce di ucciderlo e Cloud interviene prontamente per catturare Hollander e portarlo in un luogo sicuro. Genesis sa che la sua ora è giunta, ma si lancia comunque all'attacco contro Zack. Lo scontro è furioso, ma alla fine Zack ha la meglio e ferisce Genesis mortalmente. Con le sue ultime forze Genesis si libra in volo e si lascia precipitare nel fossato di estrazione del Mako. Esausto Zack esce dall'impianto e non vede più né Tseng, né Cloud, né i soldati della Shinra. Decide di cercarli a Modehoheim.
Il villaggio appare un luogo disabitato e in rovina. Zack trova i compagni feriti non gravemente in un vecchio stabilimento termale. Tseng dice che ad attaccarli è stato Angeal, che ha rapito Hollander e si è rifugiato in quello stabilimento. Zack raggiunge il suo maestro, che malinconicamente si scusa con lui per averlo mandato contro Genesis anche se sarebbe stato suo compito affrontarlo, ma lo scontro con un SOLDIER di prima classe potenziato avrebbe preparato Zack al suo prossimo scontro: quello con lui. Lì con loro c'è Hollander che svela il mistero del PROGETTO G, ovvero il "progetto Gillian", ideato dalla madre di Angeal. Essa si era sottoposta a un innesto di cellule provenienti da Jenova mentre era incinta di Angeal, fondendo le caratteristiche cellulari del suo feto con quelle della misteriosa creatura. Angeal è di fatto capace non solo di un utilizzo della materia molto superiore alla media, ma anche di passare alcune delle proprie caratteristiche genetiche ad altre creature e viceversa. Genesis era solo un secondo campione sul quale erano stati mappati i risultati ottenuti con Angeal, ottenendo un fallimento. Gillian non era stata uccisa da Angeal, ma si era suicidata quando suo figlio era andato da lei e le aveva mostrato la sofferenza della propria condizione. Angeal sta chiedendo un ultimo favore a Zack: liberarlo dalla propria sofferenza, liberarlo da sé stesso. Nonostante tutta la riluttanza nel dover puntare la spada contro il proprio mentore e amico, Zack viene messo con le spalle al muro e costretto a ucciderlo, perché ora, più che mai, ha anche qualcuno da cui tornare: Aerith. Prima di spirare, un Angeal dalle fattezze nuovamente umane consegna a Zack la sua spada e il dovere di preservare il proprio onore, a discapito del prezzo. Zack accetta il fardello senza indugi, ma non riesce a darsi pace. Per riuscire a risollevarsi e trovare quel giusto distacco che certi impongono, il giovane si nasconde nella chiesa di Aerith. Zack riappare alcuni giorni dopo l'isolamento, di fronte a una truppa di reclute di SOLDIER da lui capeggiata, intento a organizzare una missione finalizzata alla cattura di Hollander, la quale andrà a buon fine.

### Inseguimento a Junon
Dopo la cattura di Hollander, Zack è diventato un eroe, ma nuovi problemi tornano a sconvolgere i SOLDIER. Lazard, il suo presidente, è fuggito dopo che alcune indagini della Shinra hanno portato alla luce i passaggi di denaro della compagnia e di informazioni riservate da parte sua in favore di Hollander durante la sua latitanza. In più la Shinra sta avendo problemi con un nascente gruppo di terroristi chiamato AVALANCHE che si oppone al suo dominio sul Mako, e tutto il personale combattente della Shinra viene chiamato alle armi. Hollander, che stava venendo interrogato nella prigione di Junon, è stato fatto scappare da un'incursione di cloni di Genesis. Il gruppo viene inviato a Junon. Nonostante le truppe di cloni e di robot da guerra che gli lancia contro, Zack, i Turks e i SOLDIER (tra cui Cloud) riescono a raggiungere Hollander sul tetto di uno dei palazzi più alti della città. Prima che possano prenderlo, lo scienziato sfugge per l'ennesima volta alla cattura gettandosi di sotto e facendosi afferrare al volo da alcuni cloni alati. Sephiroth compare alle spalle di Zack, finalmente riemerso dalle sue ricerche e tornato in azione. A suo parere Genesis non è affatto morto, ma ha solo simulato di precipitare in quel pozzo. Un nuovo scontro si sta affacciando all'orizzonte e Sephiroth sa che Zack ha qualcuno da salutare. Gli concede un periodo di permesso per passare del tempo con Aerith.

### Non è un addio
Zack raggiunge la chiesa di Aerith e la trova in pericolo: un grifone argentato si trova davanti a lei. Lui sta per affrontarlo, ma anche un robot ostile fa irruzione nella chiesa e il grifone lo elimina. Senza fare del male a nessuno dei due, il grifone solleva la testa e mostra il segno che lo identifica come clone di Angeal. Zack trascorre il poco tempo che gli rimane con Aerith aiutandola a costruire un carrello per iniziare la sua vendita di fiori e le promette di accompagnarla un giorno al di sopra del disco. All'improvviso arriva la chiamata di Sephiroth che revoca il permesso di Zack; questi, una volta uscito trova Tseng che sorveglia la chiesa di Aerith e gli chiede perché la Shinra sia interessata a lei. A quanto pare Aerith è l'ultima degli antichi, una stirpe discendente dagli autoctoni del pianeta che si dice abbiano un'unione spirituale con esso unica e totale, nonché una capacità incredibile di convogliare e utilizzare il Mako.
Sephiroth istruisce Zack sugli ultimi sviluppi: il direttore Lazard è stato dato ufficialmente per morto dalla Shinra, ma la squadra che era stata incaricata di catturarlo è anch'essa scomparsa, e sembra che un misterioso macchinario appartenente a Hollander sia stato trafugato dal suo laboratorio di Modehoheim. Infine un numero mai visto prima di mostri stanno attaccando tutti i reattori della Shinra sparsi sul pianeta. La missione dei SOLDIER e dei soldati è dividersi in squadre, raggiungere i reattori e difenderli. Sephiroth ha accettato la missione, ma è indignato per la noncuranza da parte della Shinra verso questioni come quella di Lazard o di Genesis, interessandosi solo ai suoi reattori. Zack ha giusto il tempo di avvertire Aerith della sua prossima lunga assenza, e dopo averla salutata trova Tseng all'esterno della chiesa e gli affida una missione: vegliare su Aerith in sua assenza. Le squadre vengono radunate e Zack è felicissimo di avere nella sua il suo amico Cloud. Sephiroth ha le direttive: l'area che devono pattugliare sarà quella di Nibelheim, la città natale di Cloud.

### Madre
Lungo il cammino Zack ha l'opportunità di parlare con Sephiroth. A quanto pare le sue origini sono misteriose anche a lui stesso. Non sa dov'è nato perché sua madre è morta quando lui era piccolissimo ed è stato subito preso dalla Shinra. A Zack sembra venire in mente qualcosa che non riesce bene a spiegare quando Sephiroth gli dice il nome di sua madre: Jenova. Arrivati a Nibelheim, Sephiroth dà a tutti un giorno per riposarsi prima di iniziare il servizio di pattuglia e a Cloud dà il permesso di visitare i propri genitori.
Il giorno seguente la squadra conosce la propria guida per i territori impervi del luogo: una giovane ragazza chiamata Tifa Lockhart. Cloud sembra stranamente scosso dal vederla e indossa il suo elmetto per nascondersi da lei, vergognandosi di non essere riuscito a mantenere la loro promessa. I giorni passano e il gruppo continua a falcidiare mostri vicino agli stabilimenti Shinra locali, finché non raggiungono una strana postazione. Sephiroth impedisce a tutti tranne che a Zack di entrare poiché si tratta di uno stabilimento top secret. All'interno i due SOLDIER trovano un gruppo di grandi incubatrici collegate a un portale blindato sul quale campeggia la scritta "Jenova". Sephiroth, visibilmente a disagio, invita Zack a guardare dentro le incubatrici: contengono degli orrendi mostri antropomorfi. Nel periodo in cui stava svolgendo le sue ricerche, Sephiroth ha scoperto dell'esistenza di Jenova, un corpo di provenienza sconosciuta rinvenuto in un ghiacciaio vecchio di duemila anni, le cui cellule hanno rivelato capacità e poteri sorprendenti. La Shinra ha preso possesso della creatura e ne ha studiato le potenzialità, affidando a Hojo il compito di gestire una stazione segreta in cui dei mostri dalla struttura cellulare perfetta e dalla forza assoluta potessero crescere alimentati dal potere di Jenova. Sephiroth è sconvolto e inizia a pensare che anche lui possa essere frutto di quegli esperimenti.
A peggiorare la situazione arriva Genesis, che aveva solamente simulato la propria morte per evitare che la Shinra gli desse ancora la caccia, e svela a Sephiroth la verità sulle sue origini: lui è una creatura perfetta, le cui cellule sono in grado di autorigenerarsi, l'ultimo stadio del PROGETTO G. Genesis non vuole combatterlo, vuole solo che Sephiroth utilizzi il potere delle sue cellule per fermare il degrado che sta ormai portandolo alla morte, ma Sephiroth rifiuta di aiutarlo. Genesis allora lo attacca e i due portano il combattimento fuori di lì. Zack si allontana, ma trova solo Tifa che cerca di aiutare Cloud, colpito da Genesis mentre scappava. Lo riportano a Nibelheim.
Arrivati al villaggio, Cloud, ripresosi, si scusa con Zack, i due parlano di Tifa e di come Cloud senta di non essere abbastanza forte. In seguito dice a Zack di aver visto Sephiroth andare verso il vecchio palazzo Shinra, di proprietà del presidente della Shinra e di suo figlio Rufus e dove il reparto scientifico aveva iniziato a fare i primi esperimenti sul Mako e i suoi poteri. Zack trova Sephiroth nella biblioteca sotterranea del palazzo, intento a studiare con frenesia gli appunti che contiene sugli esperimenti e le ricerche, scoprendo che Jenova è l'ultimo esemplare della prima generazione di Antichi, una razza che popolava il pianeta due millenni prima e con poteri straordinari. Sephiroth prega Zack di lasciarlo solo.
Sette giorni dopo, Zack trova ad attenderlo al risveglio una sorpresa sconvolgente: Sephiroth ha dato Nibelheim alle fiamme e ha ucciso tutti i suoi abitanti, e paralizzato dallo sgomento non riesce a impedirgli di andarsene. A terra c'è Cloud, ferito, ma vivo, che gli dice che Tifa e suo padre sono andati a fermare Sephiroth, ma non sa dove. Zack allora corre allo stabilimento di contenimento per Jenova, dove trova il padre di Tifa morto riverso in un angolo e Tifa svenuta in terra e, perciò, si prepara ad affrontare il suo ex-idolo. Sephiroth si trova di fronte all'incubatrice che contiene Jenova e le parla chiamandola "madre", dicendole di aver avuto un'epifania: il pianeta e i suoi poteri appartengono di diritto alla loro razza, non agli uomini inferiori e avidi che li hanno segregati e hanno iniziato a uccidere il
pianeta con la loro bramosia per ottenere il Mako, e perciò il mondo dev'essere epurato dagli uomini. Zack attacca Sephiroth e i due iniziano a combattere, e nonostante i tentativi di difendersi di Zack, Sephiroth riesce a disarmarlo e a scagliarlo all'esterno della struttura, per poi tornare da sua madre, in una sorta d'estasi. Cloud si è ripreso, arrivando al reattore e dopo aver visto Tifa, stesa sul pavimento, furioso, si approfitta della distrazione dell'avversario, afferra la Spada Potens e gli trapassa la colonna vertebrale; mentre Sephiroth è svenuto, si reca a prendersi cura di Tifa. Sephiroth esce dalla stanza con sottobraccio la sola testa di Jenova, mortalmente ferito, ma ancora abbastanza in forze per trafiggere il petto di Cloud. Questo con una forza che non credeva possibile afferra con forza la stessa lama che lo ha trafitto e scaglia Sephiroth contro un muro, facendolo precipitare nel pozzo per l'estrazione del Mako, per poi svenire.

### Fuggiaschi
Zack si sveglia a terra tra schegge di vetro e un liquido fluorescente, e accanto a lui c'è Cloud, in un'incubatrice piena dello stesso liquido. I due infatti vengono fatti prigionieri dal Professor Hojo, in quanto meritevoli di esperimenti tramite le cellule di Jenova a seguito della vittoria contro Sephiroth. Il SOLDIER libera Cloud, in stato catatonico a causa di un'intossicazione da Mako e gli fa indossare degli abiti da SOLDIER, poi, preso Cloud a spalla, si avvia verso il villaggio, dove viene attaccato da decine di soldati della Shinra. Zack riesce facilmente a liberarsi degli aggressori e, con Cloud, si avvia verso il lungo viaggio che lo separa da Midgar. Dopo giorni di cammino, i due si fermano in una radura per riposare e lì vengono raggiunti da Cissnei, inviata sulle loro tracce insieme al resto dei Turks, che decide di aiutarli dando loro del tempo e coprendo la loro fuga.
Zack e Cloud, ancora privo di coscienza, raggiungono il suo paese natale, Gongaga. Zack lascia solo Cloud per recarsi a casa dei suoi genitori, sorvegliata da Cissnei, che gli rivela di essere sulle tracce di Angeal. Zack, scorta una figura alata diretta verso una collina, vi si reca, ma ad aspettarlo trova Genesis e Hollander. Anche dalla spalla di Hollander spunta una piccola ala nera e la sua pelle è degradata come quella di Genesis: egli, catturato e ferito a morte da Genesis, per sopravvivere ha potuto solo applicarsi lo stesso quantitativo di cellule di Jenova che aveva innestato anche a Genesis. Ora quest'ultimo non ha più motivo di ucciderlo, dato che vogliono entrambi la stessa cosa: le "cellule S", ovvero le cellule di Sephiroth, l'unica cosa che può fermare la degradazione. L'ultima cellula S reperibile è dentro Cloud, e si allontana per prelevarlo. Zack tenta di inseguirlo, ma viene bloccato da Genesis, che vola via lanciando a Zack un frutto. Questi corre da Cloud, assalito da Hollander, ma Angeal, stranamente affetto dalla stessa degradazione, lo ferma. Zack uccide Hollander e scopre che quello non è Angeal, ma Lazard che, ferito a morte, si è dovuto iniettare la sua mappatura genetica per sopravvivere, diventando però un suo clone dalla vita limitata. Zack capisce, dal frutto (una "accidenmela", che cresce solo a Banora) che Genesis gli ha lanciato, dove quest'ultimo è diretto, così lui, Lazard e Cloud vi si recano immediatamente.

### Il dono della Dea
Banora è ormai disabitata e ciò che ne rimane è uno sterminato complesso di grotte e caverne sotterranee piene di Mako che scendono fino alle profondità del pianeta, dove ne incontrano il flusso vitale: esso è come l'anima del pianeta e la sua memoria, per questo agli occhi di Zack, durante la discesa, si presentano numerose allucinazioni di posti incredibili, simbolo della vita e dei pensieri di Genesis. Raggiunta la fine, Zack trova Genesis al di sotto di un'enorme statua rappresentante la Dea descritta in LOVELESS, su una piattaforma rocciosa circondata dal flusso vitale, il dono della Dea, l'anima stessa del pianeta. Zack e Genesis dovranno scrivere l'atto finale di LOVELESS. Zack incarna in sé l'animo di Angeal: i due amici che dovranno combattersi per chi dei due difenderà questo dono. Zack non vuole ucciderlo, vuole riuscire a salvarlo, almeno lui, ma è troppo tardi. Genesis richiama a sé il flusso vitale e si fonde con esso, plasmando il suo corpo in quello di un'enorme creatura. Lo scontro è violentissimo, ma Zack riesce a sconfiggerlo. Genesis torna alla sua forma umana. Il degrado si è fermato, il suo corpo è di nuovo integro, ma è ferito gravemente. In un ultimo impeto si scaglia di nuovo contro Zack, avendo la peggio.
Zack torna in superficie col corpo dell'avversario in spalla. La Shinra li ha attaccati, Lazard è ferito a morte, ma è riuscito ad allontanarli grazie anche all'aiuto del grifone, che legato alla zampa ha un messaggio di Aerith, in cui dice a Zack che le manca, e che sono passati quasi quattro anni da quando lui ha lasciato Midgar, che nel frattempo gli ha scritto 89 lettere sperando sempre nel suo ritorno e che ha mantenuto la promessa: sta riempiendo Midgar di fiori, vendendoli a tutti. Mentre Lazard muore, Zack realizza quanto tempo sia passato e si rende conto di non essere riuscito a salvare nessuno, così fa un giuramento solenne: non lascerà che Cloud muoia, ne lo venderà mai al nemico, a discapito del prezzo. I due partono insieme alla volta di Midgar, nonostante la salute di Cloud veda un progressivo decadimento.
Intanto, un aereo plana su Banora. Due misteriose figure vestite da SOLDIER ne scendono. Prendono il corpo di Genesis e lo portano sul loro aereo chiedendosi se "accetterà di diventare loro fratello".
Tseng ordina ai Turks di trovare i due fuggitivi per salvarli prima che l'esercito della Shinra li uccida, anche perché custodisce le lettere di Aerith per Zack. Nel canyon alle porte di Midgar, Zack si prepara alla battaglia contro i soldati della Shinra, nascondendo Cloud dietro a una roccia, poiché ha sentito gli elicotteri avvicinarsi. Di fronte a lui ci sono centinaia e centinaia di soldati con le armi spianate. Zack non può permettere di essere fermato e si lancia contro di loro, ma i nemici sono troppi: dopo un duro scontro i soldati hanno la meglio, lo circondano e lo crivellano di colpi. Una volta che i soldati sono andati via, Cloud, ripresosi, esce dal suo nascondiglio, e raggiunge Zack, che sta morendo, ma è felice perché è riuscito a salvare qualcuno. Cloud è il suo "lascito vivente" ed è felice di averlo salvato. Prima di morire dà al ragazzo la Spada Potens perché non dimentichi di "abbracciare i propri sogni e proteggere il proprio onore". Cloud piange sul corpo dell'amico, morto alle porte della sua più agognata meta, ricordando ogni singolo momento del loro viaggio nel quale non poteva interagire, ma era perfettamente cosciente. Aerith, nella sua chiesa, sente che il suo amore è morto. Il giovane soldato ringrazia l'amico per l'ultima volta e, con la sua spada in mano, s'incammina verso un destino incerto.
Il corpo ormai inerme di Zack viene tiepidamente avvolto da una luce candida e abbagliante. Angeal plana dolcemente su di lui e lo prende per portarlo su, verso la luce. L'animo di Zack, alla fine, è sereno. Ora ha realizzato il suo sogno. Ora ha salvato una vita. Ora è un vero eroe.

### Finale
L'ultima scena mostra Aerith che cammina nei vicoli della propria cittadina mentre un treno sta per giungere a una stazione. Sopra questo treno c'è Cloud Strife, parzialmente inginocchiato e che stringe tra le mani la Spada Potens di Zack. Il giovane la ripone dietro la schiena per poi alzare lo sguardo dinnanzi a una Midgar che si staglia davanti ai suoi occhi azzurri. A partire da questa scena, avranno inizio le avventure di Cloud, mostrate in Final Fantasy VII.

## Personaggi
Nel gioco faranno la loro comparsa alcuni personaggi di Final Fantasy VII, quali Zack, Sephiroth, Cloud, Aerith e altri completamente nuovi, come Angeal e Genesis. Vengono inoltre presentate (o sviluppate ulteriormente) le personalità di alcuni elementi chiave della Shinra quali gli scienziati Hojo e Hollander, i Turks - Reno, Rude, Tseng, Cissnei - e Lazard, direttore esecutivo dei SOLDIER. Nel gioco compaiono anche Tifa Lockhart e Yuffie Kisaragi.

### Zack Fair
Zack Fair, che fa la sua apparizione in tutti i capitoli della Compilation of Final Fantasy VII solo per pochi fugaci momenti, riveste in Crisis Core il ruolo di protagonista. Il gioco ne ripercorre la vita da SOLDIER, soffermandosi in particolare sugli eventi che successivamente saranno il perno di Final Fantasy VII.
Zack è originario di Gongaga e il suo sogno è di diventare un eroe giusto. Nonostante un temperamento ardito e impulsivo che lo porta spesso a sembrare un ragazzo impacciato, Zack è un giovane alla mano, gentile, allegro e di buon cuore e mette tutto se stesso tanto nel suo lavoro quanto nel costante tentativo di realizzare il suo sogno.
Nel corso del gioco verrà mostrato il suo primo incontro con Aerith, simile all'incontro di quest'ultima con Cloud in FFVII, con cui intratterrà una relazione sentimentale.
È doppiato da Kenichi Suzumura in giapponese e da Rick Gomez e Caleb Pierce (Reunion) in inglese.

### Cloud Strife
Comparso per la prima volta in Final Fantasy VII, di cui è protagonista assoluto, ritorna in questo episodio come personaggio secondario. Essendo arruolato da poco nella guardia della Shinra, egli è ancora molto debole ma si dimostra promettente agli occhi di Zack. Sebbene non sia ancora l'antieroe complesso e taciturno presentato nel gioco cardine della saga, Cloud si presenta già come un ragazzo dalla personalità intricata. Di buon cuore e generoso è comunque una persona riservata e piena di segreti. Nonostante le loro caratteristiche apparentemente opposte, l'amicizia tra lui e Zack è basata su un legame fortissimo che porterà entrambi a fare enormi sacrifici per il bene dell'altro.
È doppiato da Takahiro Sakurai in giapponese e da Steve Burton e Cody Christian (Reunion) in inglese.

### Angeal Hewley
Angeal è un potentissimo SOLDIER di prima classe, nonché mentore di Zack. Un uomo dotato di grandi poteri e di un grande senso del dovere e della giustizia. Il suo codice etico e la sua fierezza lo portano a essere un combattente eccezionale, ma anche un uomo rigido e difficile da avvicinare. Nonostante questo vuole molto bene a Zack e cerca in tutti i modi di instillargli un po' della sua saggezza per tirarlo fuori dai guai in cui è solito cacciarsi. Ma i suoi silenzi non sono solo il frutto del suo stile di vita, il suo cuore nasconde più di una ferita. È lui il primo proprietario della Buster Sword, fatta forgiare da suo padre con un grande sacrificio economico al suo ingresso nei SOLDIER.
La sua frase famosa è "Abbraccia i tuoi sogni....e qualsiasi cosa accada difendi il tuo onore", che sarà anche la frase pronunciata da Zack prima del combattimento contro l'esercito della Shinra nel quale perderà la vita.
È doppiato da Kazuhiko Inoue in giapponese e da Josh Gilman e Bill Millsap (Reunion) in inglese.

### Sephiroth
Compare per la prima volta in Final Fantasy VII, nel quale ricopre il ruolo di antagonista principale, Sephiroth ritorna in questo capitolo conclusivo della Compilation of Final Fantasy VII. In questo episodio, avvenuto cronologicamente prima di tutti gli altri, appare un personaggio fortemente umano, travolto dagli eventi che hanno trasformato i suoi amici in nemici e impaurito dalla realtà sui terribili esperimenti della ShinRa. Rivestirà un ruolo di rilevanza poiché verranno riprese le vicende di Nibelheim e svelati ulteriori particolari che lo legano profondamente agli altri SOLDIER.
Sephiroth viene qui presentato come il più potente dei SOLDIER, ma soprattutto come un uomo saggio, giusto e anche molto misterioso. Fra tutti è quello che sembra avere il più saldo codice morale e il più consapevole controllo degli eventi, mantenuto anche grazie a un disciplinato distacco da ogni passione o emozione. Eppure, dietro la maschera dell'eroe stoico, si cela uno spirito fragile e instabile, minacciato da segreti più grandi di lui, i quali finiranno per corrodere il suo animo sino a trasformarlo nel celebre antagonista.
È doppiato da Toshiyuki Morikawa in giapponese e da George Newbern e Tyler Hoechlin (Reunion) in inglese.

### Aerith Gainsborough
Anche Aerith ha fatto la sua prima apparizione in Final Fantasy VII. Questa ragazza vive una vita umile e povera, ma dentro di sé cela un potere al di là di ogni immaginazione. La vita circoscritta che ha sempre vissuto la porta a essere molto ingenua e per questo profondamente affascinata da Zack e dalle sue avventure. Il rapporto che instaurerà con lui sarà qualcosa di completamente nuovo per lei che la cambierà per sempre.
Per qualche misterioso motivo la Shinra è molto interessata a lei.
È doppiata da Maaya Sakamoto in giapponese e da Andrea Bowen e Briana White (Reunion) in inglese.

### Genesis Rhapsodos
Genesis, personaggio misterioso alla sua seconda apparizione nella saga, è un SOLDIER di prima classe, amico di Angeal e Sephiroth - sebbene abbia sempre considerato Sephiroth anche un rivale, nei confronti del quale egli nutre una profonda ed esplicita invidia.
Amante della letteratura e dell'arte, Genesis è sempre stato il più estroverso dei tre, ma anche il più imprevedibile. Il suo umore mutevole e il suo precario senso della morale lo portavano spesso in conflitto con i suoi compagni. I suoi discorsi, apparentemente poco chiari, sono quasi sempre da analizzare in chiave metaforica; le sue intenzioni e il suo stesso passato rimangono un mistero. 
All'inizio del gioco, Zack è messo al corrente della diserzione di Genesis e mandato alla sua ricerca. Nel corso dell'avventura saranno svelati inquietanti dettagli sulla sua vita e sulla natura dei suoi poteri, che stravolgeranno per sempre la vita di Zack e dei SOLDIER che gli erano legati.
È doppiato da Gackt in giapponese e da Oliver Queen e Shaun Conde (Reunion) in inglese.

## O.M.D.
Il sistema dell'O.M.D (Onda Mentale Digitale) permette a Zack di compiere tecniche speciali o subire effetti positivi (bonus) per determinati periodi di tempo. Tale meccanismo è rappresentato da una specie di slot machine a tre rulli in alto a sinistra, visibile solo durante i combattimenti. Su ogni rullo è presente l'immagine di uno dei comprimari che Zack incontra nell'avventura o quella di particolari creature, con cui il giovane ha avuto modo di scontrarsi. Oltre alle immagini, sono presenti altri tre piccoli rulli, sui quali roteano numeri da 1 a 7. La slot machine continua a roteare durante i combattimenti, e ogni giro costa 10 SP (Special Points, ovvero Punti Speciali). Quando si ferma, a seconda della combinazione i numeri o di immagini, si attiva un bonus o un potente attacco. Quando la prima immagine a destra e la prima a sinistra coincidono, Zack entra in fase di modulazione: in questa fase, se escono tre numeri uguali compresi tra il 6 e l'uno, aumenta di livello la Materia che corrisponde al tale numero, mentre se escono tre 7 Zack aumenta di livello. Se l'immagine al centro corrisponde a quelle ai lati, Zack effettuerà l'attacco del personaggio/creatura mostrato.

## Colonna sonora
La colonna sonora, composta da Takeharu Ishimoto affiancato da Kazuhiko Toyama, comprende anche arrangiamenti di alcuni dei più celebri brani composti da Nobuo Uematsu per Final Fantasy VII, come Aerith's Theme (ribattezzato A Flower Blooming in the Slums) e One-Winged Angel (The World's Enemy). Contiene inoltre alcune delle tracce presenti nell'OAV Last Order: Final Fantasy VII, composte da Ishimoto stesso. La theme song, Why, è opera della cantante giapponese Ayaka.

## Accoglienza
La rivista Play Generation diede al gioco un punteggio di 93/100, trovando che avesse rispolverato un mito e finisse per sbalordire per le sue finezze grafiche e soprattutto per il divertimento, classificandosi così come il miglior GdR per PSP. La stessa testata lo classificò come il miglior gioco di ruolo del 2008.